# 木の屋石巻水産
株式会社木の屋石巻水産（きのやいしのまきすいさん）は、宮城県石巻市に本社を置く水産加工品メーカー。

## 概要
代表商品は鯨肉加工品で、本社隣接地には鯨大和煮の缶詰を模した高さ約10メートルの大型魚油タンクがあったが、2011年（平成23年）3月11日の東日本大震災で工場が全壊する被害を受けた。この震災による津波で大型タンクは約500メートル先の県道まで流出し、翌2012年（平成24年）6月30日に解体された。商品の種類は震災前の4分の1に減った（2013年11月現在）が、石巻市と美里町に工場を再建し、経営でも再建を目指している。

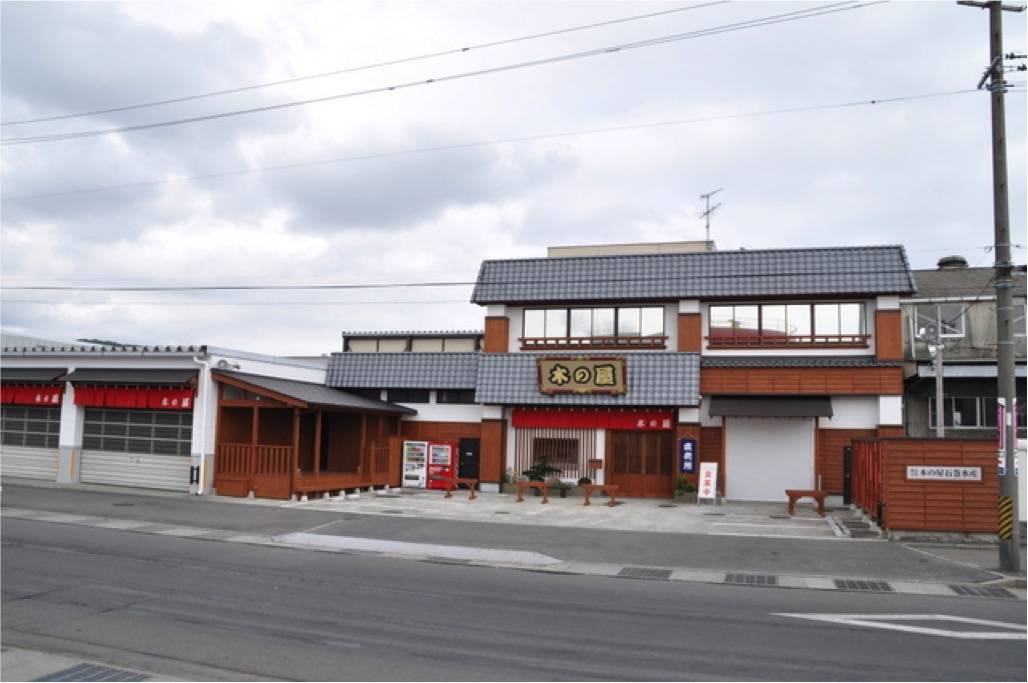
震災前の社屋

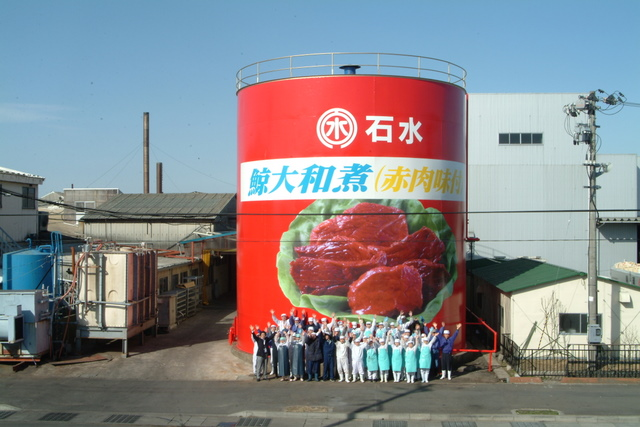
震災前の工場（缶詰タンク）

## 逸話

### 東日本大震災において
東日本大震災の被災で、工場の缶詰約100万缶が津波で流失した。それら中身の品質に問題ない缶詰が、救援物資の届くまで被災者の「命の缶詰」となった。
大量の缶詰がガレキ・泥水の下に埋まっており、木の屋石巻水産が再建の第一歩として掘り出し始めたところ、震災前から「サバ缶」など取引のある東京都世田谷区経堂のコミュニティ酒場「さばのゆ」（作家須田泰成運営）から、「泥つきでいいから缶詰を送ってほしい」と連絡を受ける。
さばのゆ酒場では、この缶詰をボランティアで手洗いし「1000円の義援金につき3缶をお返しとして渡す」活動を始める。この活動がテレビで報道されて木の屋石巻水産への支援活動が広がり、「希望の缶詰」と呼ばれた缶詰25万缶が支援者の手に渡り、再建の一助になった。
この支援活動と木の屋石巻水産について、さばのゆ運営の須田が震災の翌2012年（平成24年）に絵本『きぼうのかんづめ』として、2018年（平成30年）にも書籍『蘇るサバ缶　震災と希望と人情商店街』として、出版している。
なお、木の屋石巻水産の鯨の缶詰は2011年12月10日、JR仙台駅（宮城県仙台市）の構内の復興応援ショップ「絆」でも販売された。「絆」は、収益を震災の義援金に充てる趣旨で2年間限定のオープン。JR東日本グループの運営で、3階新幹線中央改札横の店舗に約300品目以上が並んだが、木の屋石巻水産の鯨の缶詰や、震災後に養殖したカキの塩ゆで・炙（あぶ）り焼きなどが人気となった。

### 商品の販売において
木の屋石巻水産の缶詰は2017年（平成29年）12月5日、TBSテレビの番組「マツコの知らない世界」で放送され、司会のマツコ・デラックスが「金華さば」缶詰の美味を絶賛した。その後、同社に注文が殺到、1年分の在庫の3分の2が売れたという。

## 沿革
- 1957年（昭和32年）11月 - 創業。
- 1997年（平成9年） - 「カレイの縁側醤油煮込み」が内閣総理大臣賞を受賞。
- 1999年5月6日 - 会社設立。
- 2011年 - 東日本大震災により被災。
- 2013年 - 石巻本社工場、美里町工場完成。
- 2023年 - 復興庁 令和4年度「新しい東北」復興・創生の星顕彰に選出[9][10]。

## 主な製品
- 缶詰

手詰め金華さば水煮、手詰め金華さば味噌煮、鯨大和煮、牛肉大和煮、サンマ水煮、カレイの縁側、沖あなごなど
- 鯨加工品

鯨ベーコン、竜田揚げなど